# Lemminis
|  | Aquest article tracta sobre els rosegadors. Vegeu-ne altres significats a «Lemmings». |

Els lemminis (Lemmini) són una tribu de petits rosegadors miomorfs. Habiten les tundres, les taigàs i les praderies àrtiques del nord del continent americà, així com algunes regions d'Euràsia. S'alimenten principalment d'herba, arrels i fruits. El seu cicle de reproducció es caracteritza per ser bastant curt, cosa que, juntament amb la gran fertilitat de les femelles, produeix freqüents explosions demogràfiques que es compensen en part per l'actuació dels depredadors i l'escassetat d'aliments en determinades èpoques. Aquest mamífer construeix túnels i pous, que li serveixen com a cau i dipòsit per aprovisionar-se de menjar.

## Descripció i hàbitat
Els lemminis pesen entre 30 i 110 grams i fan entre 7 i 15 cm de longitud. Generalment, presenten un pelatge llarg i suau, i cues molt curtes. Són herbívors, i s'alimenten principalment de fulles i brots, herbes, i ciperàcies en particular, però també d'arrels i bulbs. A vegades poden menjar cucs i larves. Com en els altres rosegadors, les seves incisives creixen de manera continuada, permetent-los de nodrir-se de farratge més dur del que normalment seria possible.
Els lemminis no hibernen durant el dur hivern del nord. Es mantenen actius, excavant la neu per trobar menjar i utilitzant herbes tallades i emmagatzemades amb antelació. Són animals de naturalesa solitària que es troben només per reproduir-se i després se separen. Com tots els rosegadors, presenten unes taxes reproductives molt altes i poden criar ràpidament si hi ha molta disponibilitat de menjar.